# Уметничко клизање на Зимским олимпијским играма 2014 — плесни парови
Такмичење у уметничком клизању у дисциплини плесни парови на Зимским олимпијским играма 2014. у Сочију одржавало се 16. и 17. фебруара 2014. на теренима Ледене дворане „Ајсберг“ у Олимпијском парку у Сочију. Прво су одржана такмичења у кратком, а потом и у слободном програму. Учествовала су укупно 24 пара из 15 земаља. 

## Освајачи медаља
|  | Резултат |  | Резултат |  | Резултат |
|  |          |  |          |  |          |
|  |          |  |          |  |          |

## Учесници по земљама
Међународни олимпијски комитет ограничио је број учесника у овој дисциплини на укупно 24 спортска пара, односно на 48 такмичара. Земља домаћин је аутоматски добила једну квоту, док је остатак квота додељен на основу пласмана на светском првенству 2013. и преко квалификационог турнира. Преко светског првенства додељено је укупно 19 квота , док је преосталих 5 додељено преко квалификационог турнира Небелхорн трофеј који је одржан у немачком Оберстдорфу. Максималан број учесничких квота по земљи је 3.
| Такмичење               | Домаћин    | Број квота по НОК-у | Земље                                                    | Укупно |
| ----------------------- | ---------- | ------------------- | -------------------------------------------------------- | ------ |
| Светско првенство 2013. | Лондон     | 3                   | Сједињене Америчке Државе · Канада · Русија              | 19     |
| Светско првенство 2013. | Лондон     | 2                   | Италија · Француска · Немачка                            | 19     |
| Светско првенство 2013. | Лондон     | 1                   | Уједињено Краљевство · Украјина · Литванија · Азербејџан | 19     |
| Трофеј Небелхорн 2013.  | Оберстдорф | 1                   | Кина · Турска · Аустралија · Јапан · Шпанија             | 5      |
| УКУПНО                  |            |                     |                                                          | 24     |

## Сатница
Сатница је дата по локалном московском времену (UTC+4).
| Датум       | Време | Програм                         |
| ----------- | ----- | ------------------------------- |
| 16. фебруар | 19:00 | Кратки програм                  |
| 17. фебруар | 19:00 | Слободни програм, доделе медаља |

## Резултати
Такмичење се одвијало у два дела. Први дан клизачи су наступали у кратком програму, док су други дан клизали слободни програм. Сабирањем оцена из оба дела одређен је коначни распоред на турниру. 

### Кратки програм
| Плас. | Клизачки пар                          | Репрезентација            | УО    | ТЕ    | ПЕ    | ОКВ  | ОТР  | ОИЗ  | ОКО  | ОИН  | Дед   | СБр |
| ----- | ------------------------------------- | ------------------------- | ----- | ----- | ----- | ---- | ---- | ---- | ---- | ---- | ----- | --- |
| 1     | Мерил Дејвис / Чарли Вајт             | Сједињене Америчке Државе | 78.89 | 39.72 | 39.17 | 9.68 | 9.57 | 9.93 | 9.86 | 9.89 | 0.00  | 24  |
| 2     | Теса Виртју / Скот Моир               | Канада                    | 76.33 | 37.64 | 38.69 | 9.54 | 9.43 | 9.82 | 9.71 | 9.82 | 0.00  | 18  |
| 3     | Јелена Иљиних / Никита Кацалапов      | Русија                    | 73.04 | 36.36 | 36.68 | 9.18 | 8.89 | 9.25 | 9.29 | 9.21 | 0.00  | 20  |
| 4     | Натали Пешала / Фабијан Бурза         | Француска                 | 72.78 | 36.43 | 36.35 | 9.04 | 8.82 | 9.18 | 9.18 | 9.18 | 0.00  | 22  |
| 5     | Јекатерина Боброва / Дмитриј Соловјов | Русија                    | 69.97 | 33.58 | 36.39 | 8.96 | 8.75 | 9.29 | 9.18 | 9.25 | 0.00  | 19  |
| 6     | Ана Капелини / Лука Ланоте            | Италија                   | 67.58 | 32.85 | 34.73 | 8.68 | 8.46 | 8.75 | 8.79 | 8.71 | 0.00  | 16  |
| 7     | Кејтлин Вивер / Ендру Поже            | Канада                    | 65.93 | 31.93 | 35.00 | 8.71 | 8.50 | 8.79 | 8.89 | 8.82 | –1.00 | 23  |
| 8     | Медисон Чок / Ејван Бејтс             | Сједињене Америчке Државе | 65.46 | 32.78 | 32.68 | 8.14 | 8.00 | 8.25 | 8.18 | 8.25 | 0.00  | 15  |
| 9     | Маја Шибутани / Алекс Шибутани        | Сједињене Америчке Државе | 64.47 | 33.36 | 31.11 | 7.93 | 7.54 | 7.86 | 7.75 | 7.79 | 0.00  | 14  |
|       | Данијел О'Брајан / Грегори Мериман    | Аустралија                |       |       |       |      |      |      |      |      |       |     |
|       | Јулија Злобина / Алексеј Ситников     | Азербејџан                |       |       |       |      |      |      |      |      |       |     |
|       | Александра Пол / Мишел Ислам          | Канада                    |       |       |       |      |      |      |      |      |       |     |
|       | Хуанг Синтунг / Џенг Суен             | Кина                      |       |       |       |      |      |      |      |      |       |     |
|       | Пернел Карон / Лојд Џоунс             | Француска                 |       |       |       |      |      |      |      |      |       |     |
|       | Танја Колбе / Стефано Карузо          | Немачка                   |       |       |       |      |      |      |      |      |       |     |
|       | Нели Жиганшина / Александар Гажи      | Немачка                   |       |       |       |      |      |      |      |      |       |     |
|       | Пени Кумс / Ник Бакланд               | Уједињено Краљевство      |       |       |       |      |      |      |      |      |       |     |
|       | Шарлин Гињо / Марко Фабри             | Италија                   |       |       |       |      |      |      |      |      |       |     |
|       | Кејти Рид / Крис Рид                  | Јапан                     |       |       |       |      |      |      |      |      |       |     |
|       | Изабела Тобијас / Деивидас Стагниунас | Литванија                 |       |       |       |      |      |      |      |      |       |     |
|       | Викторија Синицина / Руслан Жиганшин  | Русија                    |       |       |       |      |      |      |      |      |       |     |
|       | Сара Хуртадо / Адриа Диаз             | Шпанија                   |       |       |       |      |      |      |      |      |       |     |
|       | Алиса Агафонова / Алпер Учар          | Турска                    |       |       |       |      |      |      |      |      |       |     |
|       | Шивон Хикин-Кенеди / Дмитриј Дуњ      | Украјина                  |       |       |       |      |      |      |      |      |       |     |